# Rödskalig bärnstenssnäcka
Rödskalig bärnstenssnäcka (Quickella arenaria) är en snäckart som först beskrevs av Valéry Louis Victor Potiez och Gaspard Louis André Michaud 1835.  Rödskalig bärnstenssnäcka ingår i släktet Quickella, och familjen bärnstenssnäckor. Arten är reproducerande i Sverige.